# Вілдагліптин
Вілдагліптин (англ. Vildagliptin, лат. Vildagliptinum) — таблетований цукрознижуючий лікарський засіб класу гліптинів (інгібіторів дипептидилпептидази-4) для прийому всередину. Вілдагліптин розроблений у лабораторії компанії «Novartis», яка випускає препарат під торговою маркою «Гальвус». Препарат схвалений Європейським агентством з лікарських засобів у 2007 році.

## Фармакологічні властивості
Вілдагліптин — синтетичний препарат, що відноситься до класу гліптинів. Механізм дії препарату полягає в інгібуванні ферменту дипептидилпептидази-4, який спричинює інактивацію гормонів інкретину GLP1 та GIP, що збільшують біосинтез інсуліну та його секрецію з бета-клітин підшлункової залози, як при нормальному, так і при підвищеному рівні глюкози в крові, та знижує вивільнення антагоніста інсуліну — глюкагону. Все це спричинює зниження рівня глюкози в крові. Препарат застосовується при цукровому діабеті ІІ типу для зниження рівня глюкози в крові разом із дієтою та підвищенням рівня фізичної активності. На фоні застосування вілдагліптину не спостерігається сповільнення спорожнення шлунку, яке може спостерігатися на фоні підвищеного рівня ГПП-1.

### Фармакокінетика
Вілдагліптин добре всмоктується після перорального застосування, біодоступність препарату складає близько 85 %. Максимальна концентрація відагліптину в крові досягається протягом 1,7 години після прийому препарату. Вілдагліптин погано (на 9,3 %) зв'язується з білками плазми крові. Даних за проникнення через плацентарний бар'єр, та виділення в грудне молоко людини немає. Метаболізується вілдагліптин у печінці, частково в нирках, з утворенням неактивних метаболітів. Виводиться препарат із організму переважно із сечею у вигляді метаболітів. Період напіввиведення препарату складає 2—3 години, та зростає при важких порушеннях функції або нирок.

## Покази до застосування
Вілдагліптин застосовують при цукровому діабеті ІІ типу при неефективності дієтотерапії та зниженні маси тіла, як у вигляді монотерапії, так і в комбінації з іншими пероральними цукрознижуючими препаратами та інсуліном.

## Побічна дія
При застосуванні вілдагліптину спостерігаються наступні побічні ефекти:
- З боку ендокринної системи — гіпоглікемія.
- З боку травної системи — запор.
- З боку нервової системи — головний біль, запаморочення, тремор, підвищена втомлюваність.
- З боку дихальної системи — інфекції верхніх дихальних шляхів, назофарингіт.
- З боку опорно-рухового апарату — артралгія.

## Протипокази
Вілдагліптин протипоказаний при підвищеній чутливості до препарату.

## Форми випуску
Вілдагліптин випускається у вигляді таблеток по 0,05 г, а також у вигляді комбінованого препарату разом із метформіном.